# Grimskär
Grimskär egy kis sziklás sziget a Kalmarsundban, a kalmari vár előtti tengerrészen.

## Története
A korai középkorban a sziget a közeli Kalmar város kivégzőhelye volt. A kivégzettek testét, fejét, esetleg jobbkezét elrettentő céllal karóra tűzték és a szigeten hagyták. A hagyomány szerint a sziget a nevét (magyarul kb. vigyorgó vagy vicsorgó sziklaszirt) is egy karóra tűzött fejről kapta. Az oszlop egyben a hajózható utat is jelezte, illetve a sziklazátonyokra figyelmeztetett. A szigetnek ez a neve az 1534-ben jelent meg a forrásokban. 
1611-1623 között a szigeten erődítményt építettek. A kis erőd már az 1611. évi dánok elleni háborúban sikeresen akadályozta a dán flotta mozgását Lars Bubbs ezredes parancsnoksága alatt. 1685-1696 a sziget minden sarkára ágyúkat helyeztek el, majd 1743–1745-ben és 1794–1795-ben tovább fejlesztették, a fából készült ágyúállásokat kőből épültekkel cserélték le. 
1822-re a sziget elvesztette hadi jelentőségét és egy világítótornyot helyeztek el rajta. 
1943-ban újra katonai szerepet kapott a hely, rajta földalatti erődöt építettek, amelyből a környező vizekben elhelyezett aknák felrobbantását lehetett irányítani. A 11 fős legénység 50 négyzetméteren húzta meg magát. Az aknák a Kalmar és az Öland szigeti Färjestaden között rendszeresen közlekedő komp alatt is ott voltak, természetesen a komp legénységének vagy az átkelőknek a tudta nélkül. 
A létesítmény a hidegháború alatt is folytatta tevékenységét, feladata elsősorban a svéd vizeket rendszeresen felkereső, azt egyfajta kiképzőterepnek használó szovjet tengeralattjárók észlelése és szükség esetén felrobbantásuk lett volna. A sziget legénysége nyolc, egyenként 200 kg trotillal töltött, a tengerfenékhez rögzített aknát ellenőrzött a környező vizekben. 
Az állomást 1988-ban zárták be és ekkor engedélyezték újra a sziget meglátogatását a lakosság számára. Kalmar városában továbbra is tartják magukat azok a híresztelések, hogy a szigetet tenger alatti alagút köti össze a szárazfölddel, és ez tette lehetővé a szigeten kiépített katonai poszt titokban tartását évtizedeken át.

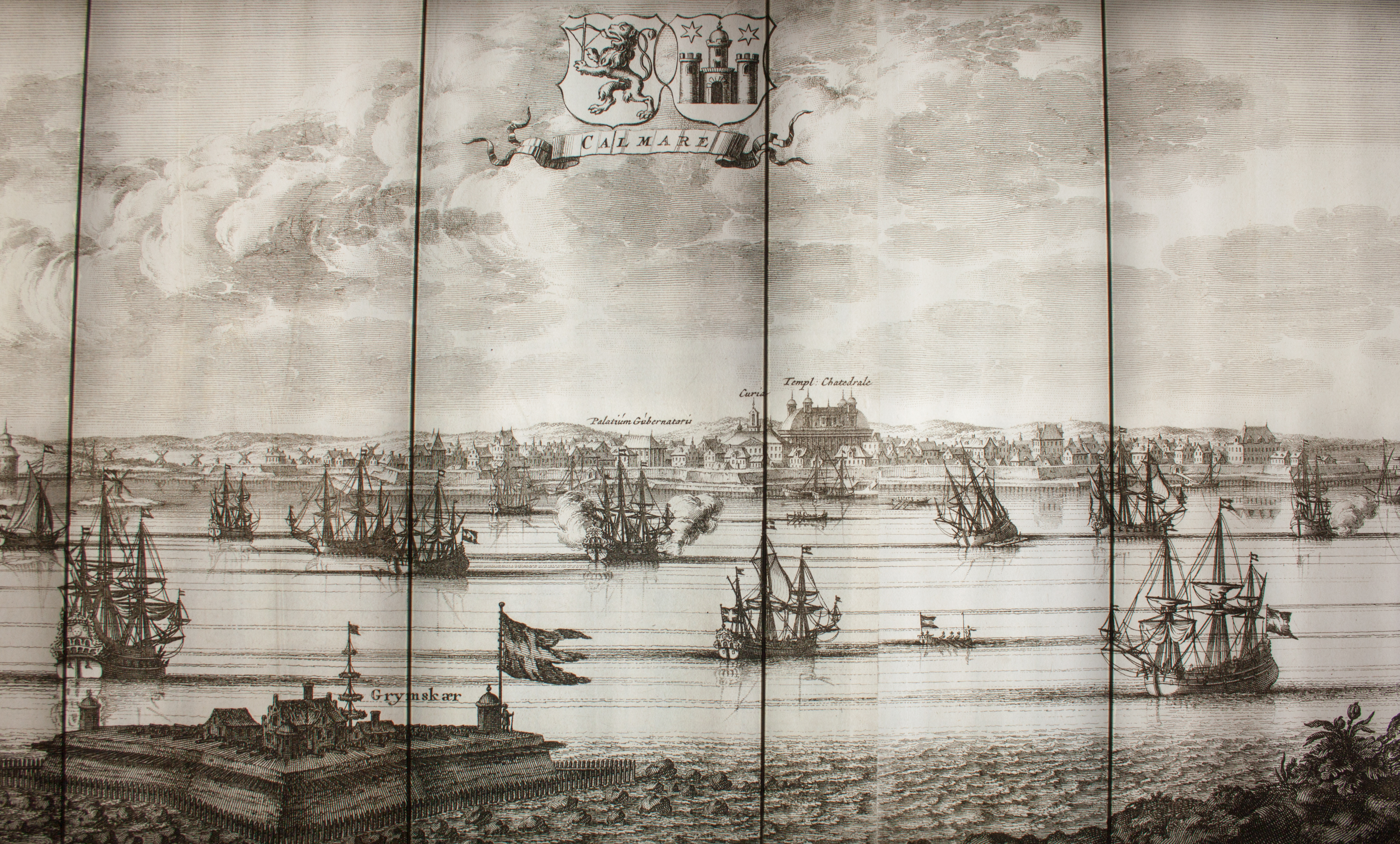
Grimskär egy történelmi ábrázoláson (az előtérben)
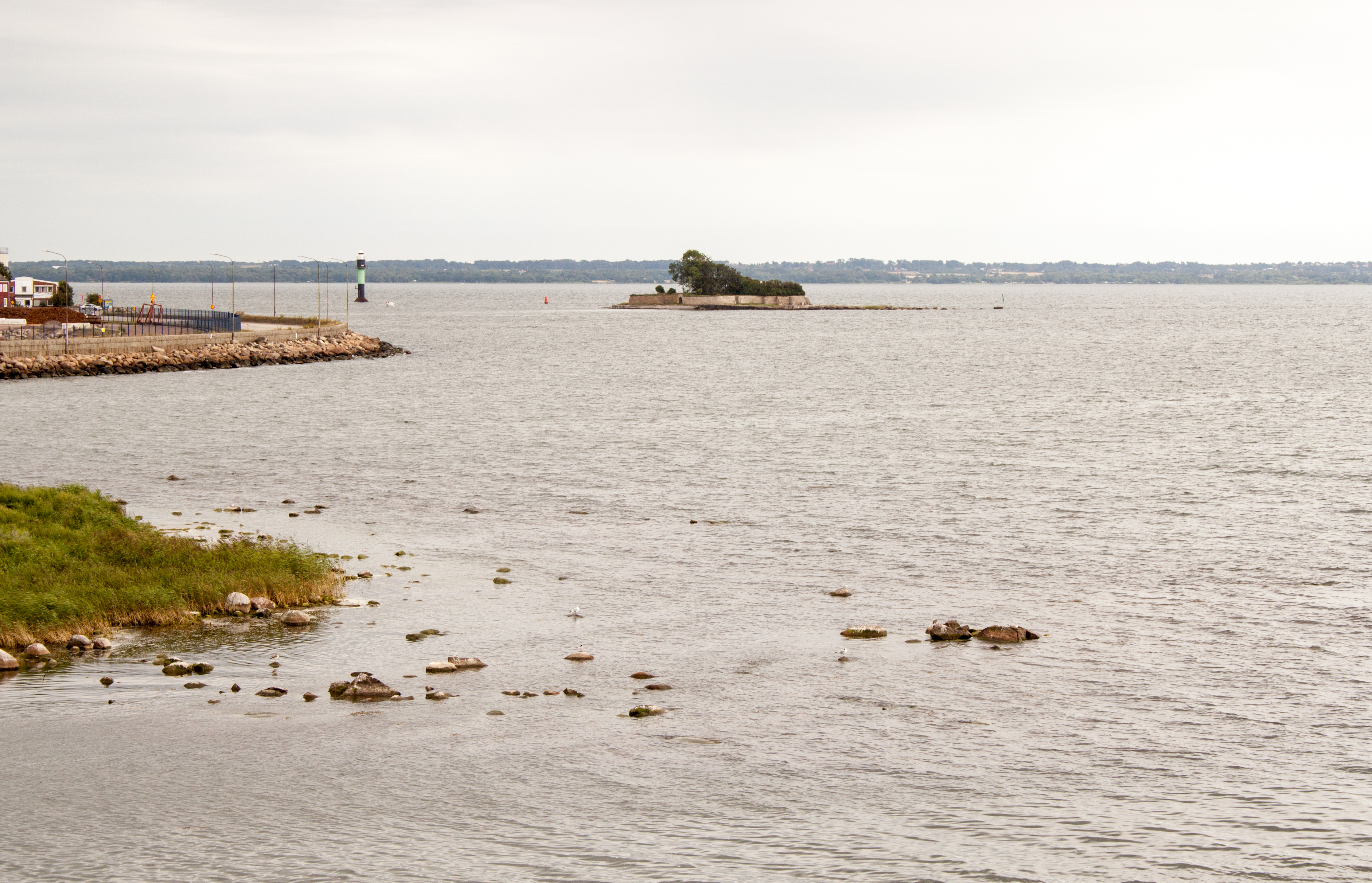
Grimskär látképe a kalmari várból
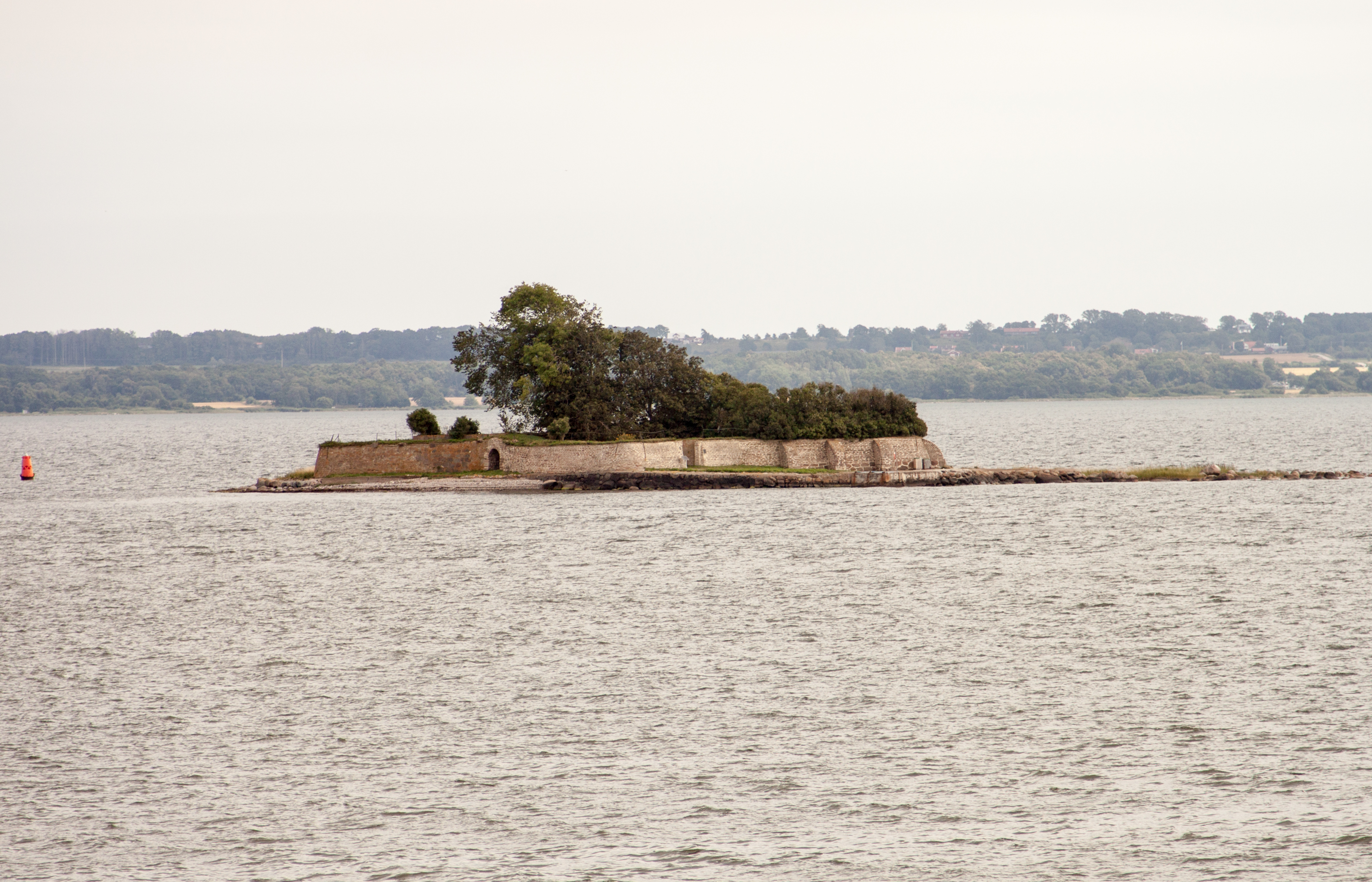
Grimskär látképe a kalmari várból (teleobjektívvel)